# Удаление волос
Удаление волос — косметическая процедура по удалению нежелательных волос с кожных покровов
- Депиляция — временное удаления волос механическим способом, при котором не разрушается волосяной фолликул, после чего они снова отрастают, может проводиться в косметическом салоне или дома[1].
- Эпиляция — полное удаление волос с разрушением волосяных фолликулов, после эпиляции удалённые волосы не отрастают. Эта процедура проводится в косметическом салоне[1].

## История
В некоторых культурах (в основном западных) распространено убеждение, что волосатые женские ноги некрасивы. Чтобы устранить этот недостаток, волосы обесцвечивают, удаляют при помощи воска, выщипывают, сбривают, растворяют с помощью специальных кремов и желе. Различают способы, которые удаляют волосы вместе с фолликулом (эпиляция), и те, которые фолликулы оставляют (депиляция). Волосатость подмышек также считается непривлекательной в некоторых культурах. С подмышек волосы, как правило, сбривают. Борются также с излишней волосатостью тела (волосы на руках и спине, голове), а также волосами в носу. Лысеющие часто предпочитают полностью удалить волосы с головы. Косметическая индустрия выпускает массу продуктов для удаления волос. Эта тема широко освещается в рекламе.
В косметических целях волосы обычно удаляются с женских ног и подмышек, лобка, реже с других частей тела. Также волосы могут удаляться и с мужских ног, рук, подмышек, груди и других частей тела.